# Ernst Stueckelberg
Ernst Carl Gerlach Stueckelberg (Basileia, 1 de fevereiro de 1905 — Basileia, 4 de setembro de 1984) foi um matemático e físico suiço.